# Renato Michell González
Renato Michell González  (Ciudad de México, 4 de octubre de 1985) es un futbolista mexicano. Se desempeña en la posición de mediocampista y actualmente se encuentra sin equipo.

## Trayectoria
Debutó el 4 de noviembre de 2007 en un partido en el cual el Club América Ganó frente al Necaxa por la mínima diferencia. Jugó con el Club América durante toda su etapa profesional como futbolista en México, en el 2010 es transferido al Club Atlético 3 de Febrero de Paraguay para posteriormente regresar al Club América, el 14 de agosto de 2011 marcó un gol en el empate ante Tigres. Después de un año de militar en el Global FC se encuentra actualmente sin equipo.
| Club                       | País      | Año         |
| -------------------------- | --------- | ----------- |
| América                    | México    | 2007-2010   |
| Club Atlético 3 de Febrero | Paraguay  | 2010-2011   |
| América                    | México    | 2011-2012   |
| Venados Fútbol Club        | México    | 2012        |
| Potros UAEM                | México    | 2013        |
| Club Zacatepec             | México    | 2013 - 2014 |
| Global FC                  | Filipinas | 2015 -      |